# Adolfo Callegari
Adolfo Callegari (Padova, 4 novembre 1882 – Arquà Petrarca, 5 giugno 1948) è stato un pittore, storico dell'arte e archeologo italiano direttore del Museo nazionale atestino, del Museo provinciale di Torcello e del Museo civico di Belluno.

## Biografia

### Gli studi e la pittura
Adolfo Callegari nacque a Padova il 4 novembre 1882 da Emilia Carlotto e Giuseppe Callegari. Il padre, fattore di tenute nobiliari, era un uomo colto e distinto, e riponeva grandi aspettative nei confronti del figlio. Per assecondare i suoi desideri, Callegari frequentò prima il ginnasio-liceo “Tito Livio” e poi la Facoltà di giurisprudenza, laureandosi nel 1906. Tuttavia la sua vera passione era l'arte: già durante gli studi, infatti, si era occupato di archeologia, sotto la guida di Gherardo Ghirardini.
Il suo itinerario nella pittura cominciò seriamente tra il 1907 e il 1908, quando si iscrisse ai corsi liberi di Pittura e di Nudo dell’Accademia di Venezia. Nel 1908 si recò a Monaco per iscriversi all'Accademia, dove frequentò la scuola di disegno fino al 1911, quando, nel mese di novembre, fu costretto a ritornare a Padova per la morte del padre. Nel 1912 e nel 1913 partecipò alle mostre collettive di Ca’ Pesaro con un discreto successo. Nello stesso anno (1912) prese parte anche all’Esposizione Nazionale di Milano. Nel 1913 e nel 1915 partecipò alle mostre della Secessione romana, al di fuori del gruppo dei Veneziani. Ma nel 1913 la morte dell’unica zia rimasta, Adele, lo portò ad una svolta esistenziale e all’esplorazione dei Colli Euganei, alla ricerca di un luogo appartato dove concedersi quello stile di vita elevato e aristocratico al quale aspirava. Nel 1914 prese dimora presso Ca’ Borini, tra Este e Baone; nello stesso anno partecipò all'Esposizione dei Rifiutati (alla Biennale) presso l'Hotel Excelsior al Lido di Venezia, con il ritratto di un giovane dandy.
Nel 1915 la sua dimora si spostò da Ca' Borini ad Arquà, dove acquistò una villa di proprietà del conte Ettore Arrigoni degli Oddi, da tempo in condizioni di abbandono. Nel 1919 prese parte alla prima esposizione di Ca' Pesaro del dopoguerra con un solo quadro e nel 1921 alla Prima Biennale Romana: quest'ultima esperienza fu l'ultimo atto della sua carriera di pittore. A partire dal 1922, infatti, Callegari smise di partecipare a esposizioni d'arte.

### Gli incarichi ufficiali
Nel 1920 gli fu affidato l’incarico di Regio Ispettore onorario ai monumenti e scavi per i distretti di Este, Monselice, Conselve e Montagnana: fu il primo riconoscimento ufficiale delle sue competenze in campo archeologico e storico-artistico. Successivamente fu coinvolto nella compilazione del catalogo regionale delle opere d’arte per la provincia di Padova, compito che Callegari eseguì con impegno e scrupolo scientifico, esplorando tutta l’area euganea e gran parte della Bassa Padovana. Nei primi anni Venti diventò sindaco del Comune di Arquà e avviò il progetto di restauro della casa del Petrarca di cui gli fu conferito, dal Comune di Padova, l’incarico di custode. A questo lavoro di restauro Callegari dedicò un'opera letteraria, La casa del Petrarca in Arquà ed il suo ultimo restauro, pubblicata nel 1925.
Nel 1922, alla morte di Alessandro Prosdocimi, Callegari accettò di subentrargli alla direzione del Museo nazionale di Este. Ne rimarrà alla guida per ventisei anni, fino alla fine dei suoi giorni, anche se tale incarico non si trasformò mai da temporaneo a definitivo a causa dell'assenza dello specifico titolo di laurea. Durante la sua direzione il museo acquisì uno dei suoi oggetti più preziosi: il famoso medaglione aureo di Augusto, datato 2 a.C. e celebrato dai più importanti numismatici dell'epoca per l'ottimo stato di conservazione.
Tra le sue indagini più importanti si deve ricordare anche quella che portò alla scoperta di una grande domus romana nell’area Serraglio Albrizzi, la “domus Albrizzi”, ritenuta a tutt’oggi dagli studiosi uno degli esempi più importanti di edilizia privata di Este e dei Colli Euganei. Importanti furono anche gli scavi nell’area della necropoli meridionale, il rinvenimento del luogo di culto di Caldevigo e gli studi sull’abitato di via Augustea.
Dalla metà degli anni Venti la vita pubblica di Callegari si svolse prevalentemente a Este, dove alloggiava, mentre la casa di Arquà divenne sempre più luogo d’elezione dove condurre studi e meditazioni, e dove ricevere artisti e personalità del mondo della cultura. In questo modo consolidò i suoi legami con la cittadina estense: la sua fama di raffinato intellettuale gli permise di entrare nelle case della buona borghesia estense e di prendere parte a varie associazioni, quali il Gabinetto di Lettura e la Società Dante Alighieri. Spesso era invitato a tenere conferenze su argomenti culturali o a ricoprire il ruolo di oratore ufficiale in cerimonie pubbliche.
Nel 1928 accanto al ruolo di direttore del Museo Atestino gli furono aggiunti, per la sua competenza nel campo degli studi di storia dell’arte, anche quello di direttore del Museo di Torcello e del Museo Civico di Belluno.
Alla fine degli anni Venti il Consiglio Provinciale dell'Economia di Padova affidò a Callegari la redazione di una guida dei Colli. Ne nacque un'opera esemplare, pubblicata nel 1931 col titolo di Guida dei Colli Euganei, primo vero lavoro sistematico sui monumenti e sulle attrazioni della zona. L'opera, rivolta a un pubblico colto, presentava un ricco corredo di fotografie.
I brillanti risultati editoriali del 1931 trovarono il loro coronamento nella lettera del 1º aprile dello stesso anno nella quale Giovanni Gentile offriva a Callegari di collaborare alla Sezione di Storia dell'Arte dell'Enciclopedia italiana per la voce 'Este'.

### Il rapporto con il Fascismo e le ultime pubblicazioni
Nell'aprile del 1932 Callegari fu nominato segretario politico del Fascio estense. La sua gestione del partito fu caratterizzata da un buon affiatamento con l'Amministrazione comunale diretta dal podestà Virgilio Francescon. In questo frangente il neosegretario cumulava anche la carica di presidente dell'Opera Nazionale Dopolavoro e in tale veste, nel settembre del 1933, promosse un'iniziativa che ebbe una discreta risonanza in ambito provinciale: l'organizzazione di una Mostra di Agricoltura, Industria, Artigianato e Arte della zona estense.
La segreteria di Callegari ebbe breve durata: venne infatti sostituito nel 1934. Nel 1939, dopo una fase di turbolenze, la segreteria politica del Fascio fu di nuovo affidata a lui, ma questo incarico durò ancora meno del primo, poiché ai fascisti più ideologizzati la sua conduzione del partito appariva fiacca e priva di energia. Coincide dunque esattamente con l'entrata in guerra dell'Italia la fine della carriera politica di Callegari.
Nell'intervallo tra le due segreterie del PNF, libero da incombenze politiche, Callegari accentuò la sua attenzione ai problemi dei Colli Euganei, sviluppando alcuni spunti di riflessione che avevano fatto capolino nella Guida del 1931 e in altri scritti. Il 14 giugno 1936 nell'adunanza dell'Accademia Patavina di Scienze, Lettere e Arti, di cui era socio corrispondente, presentò una memoria che risuonò come un accorato grido d'allarme per le devastazioni inferte dalle cave all'ambiente collinare.
Nel 1937 Callegari diede alle stampe la prima edizione della guida del Museo estense. Nel 1941 vide la luce una guida particolare su Arquà, dal titolo Arquà e il Petrarca. Piccola guida illustrata per il forestiere, ultimo lavoro edito di pregio. Il suo ultimo saggio, rimasto inedito, si intitolava Le officine di ceramica a Este nel Settecento.
Adolfo Callegari si spense nella sua casa di Arquà la sera del 5 giugno 1948.

## Opere principali
- La casa del Petrarca in Arquà ed il suo ultimo restauro (1925)
- Monselice: la rocca, i palazzi e le ville (1926)
- Il museo provinciale di Torcello (1930)
- Guida dei Colli Euganei (1931)
- Ville del Brenta e degli Euganei (1931)
- Il Museo nazionale atestino in Este (1937)
- Arquà e il Petrarca. Piccola guida illustrata per il forestiere (1941)